# Campionati oceaniani di badminton a squadre 2016
I Campionati oceaniani di badminton a squadre 2016 si sono svolti a Auckland, in Nuova Zelanda, dal 16 al 21 febbraio 2016. È stata la 1ª edizione del torneo, organizzato dalla Badminton Oceania.

## Podi
| Evento           | Oro       | Argento       | Bronzo             |
| Torneo maschile  | Australia | Nuova Zelanda | Polinesia francese |
| Torneo femminile | Australia | Nuova Zelanda | Nuova Caledonia    |